# Ordine del teschio
L'Ordine del teschio fu un'onorificenza del Württemberg passata successivamente al ducato di Sassonia-Merseburg.

## Storia
L'Ordine venne inizialmente creato dal duca Silvio I Nimrod di Württemberg-Oels nel 1652, sotto l'influenza spirituale del suo archiatra di corte, il rosacrociano Angelus Silesius che fu anche il suo consigliere dal 1649. Fin dall'inizio la sede dell'Ordine divenne Ludwigsdorf, una tenuta di proprietà del conte Abram Franck che si era rivelata uno dei centri nevralgici di attività dei rosacroce in Germania. L'Ordine ammetteva anche la presenza delle donne, ma cadde in disuso alla morte del duca stesso nel 1664.
Destinato ad essere dimenticato, l'Ordine venne invece ripristinato da sua nipote, Luisa Elisabetta, duchessa di Sassonia-Merseburg, che rifondò l'Ordine come prettamente femminile e lo abbinò al ducato in cui era regnante col marito. Anche questo nuovo ordine ebbe però breve vita e dopo la morte della duchessa andò perdendosi sempre più.

## Insegne
La medaglia era costituita da un teschio in argento smaltato di bianco e rifinito in nero e oro sotto il quale stava in oro la scritta in latino "MEMENTO MORI" ("Ricordati che devi morire").